# Iqra Choudhary
Iqra Choudhary, o Iqra Hassan (1995) es una política musulmana india. Desde el 4 de junio de 2024 es parlamentaria de la Lok Sabha por la circunscripción rural de Kairana, en el estado de Uttar Pradesh por el Partido Samajwadi.

## Biografía
Nació en el seno de una familia musulmana gurjar de tradición política por tres generaciones. Su abuelo, su padre y su madre han sido miembros del parlamento. Su padre, Chaudhary Munawwar Hasan (1964-2008) fue miembro de la cámara alta, la Rajya Sabha. Tras su muerte en accidente, en 2009 fue su madre, la Begum Tabassum Hasan quien fue elegida parlamentaria en la Asamblea Legislativa, Lok Sabha, por el Partido Samajwadi. También su hermano, Chaudhary Nahid Hasan, es diputado en el parlamento del estado de Uttar Pradesh.  
Iqra Choudhary estudió en la Queen Mary School en Nueva Delhi y se licenció en el Lady Shri Ram College. Posteriormente, realizó su maestría en Derecho Político Internacional en la SOAS Universidad de Londres en 2020.  

### Trayectoria política
Iqra comenzó su carrera política en 2016, compitiendo en las elecciones frente a Zila Panchayat y perdiendo por 5.000 votos.   Además, tuvo un papel relevante dirigiendo la campaña electoral de su hermano Nahid Hasan - encarcelado en varias ocasiones- como candidato ganador en la Asamblea de Kairana. 
En junio de 2024 accedió a un escaño en el parlamento a los 29 años, en las elecciones generales de 2024 por la circunscripción rural de  Kairana, siendo candidata del Partido Samajwadi, partido socialista, derrotando a Pradeep Kumar del gubernalmental Partido Bharatiya Janta por 69.116 votos.  

## Posiciones
Iqra Choudhary ha marcado como prioridad en su acción política los problemas en la agricultura, las infraestructuras de conectividad rural y electricidad y la defensa de la educación de mujeres y niñas. Comprometida en la igualdad entre hombres y mujeres en la política, se ha mostrado también preocupada por la disminución de mujeres en el parlamento en las últimas elecciones de 2024. Han sido elegidas 73 parlamentarias, cinco menos que en 2019 a pesar de que el parlamento aprobó una ley de reservas de escaños para mujeres que todavía no se ha implementado.